# Mladějov na Moravě
Mladějov na Moravě é uma comuna checa localizada na região de Pardubice, distrito de Svitavy.